# فرمان رئیس‌جمهور روسیه

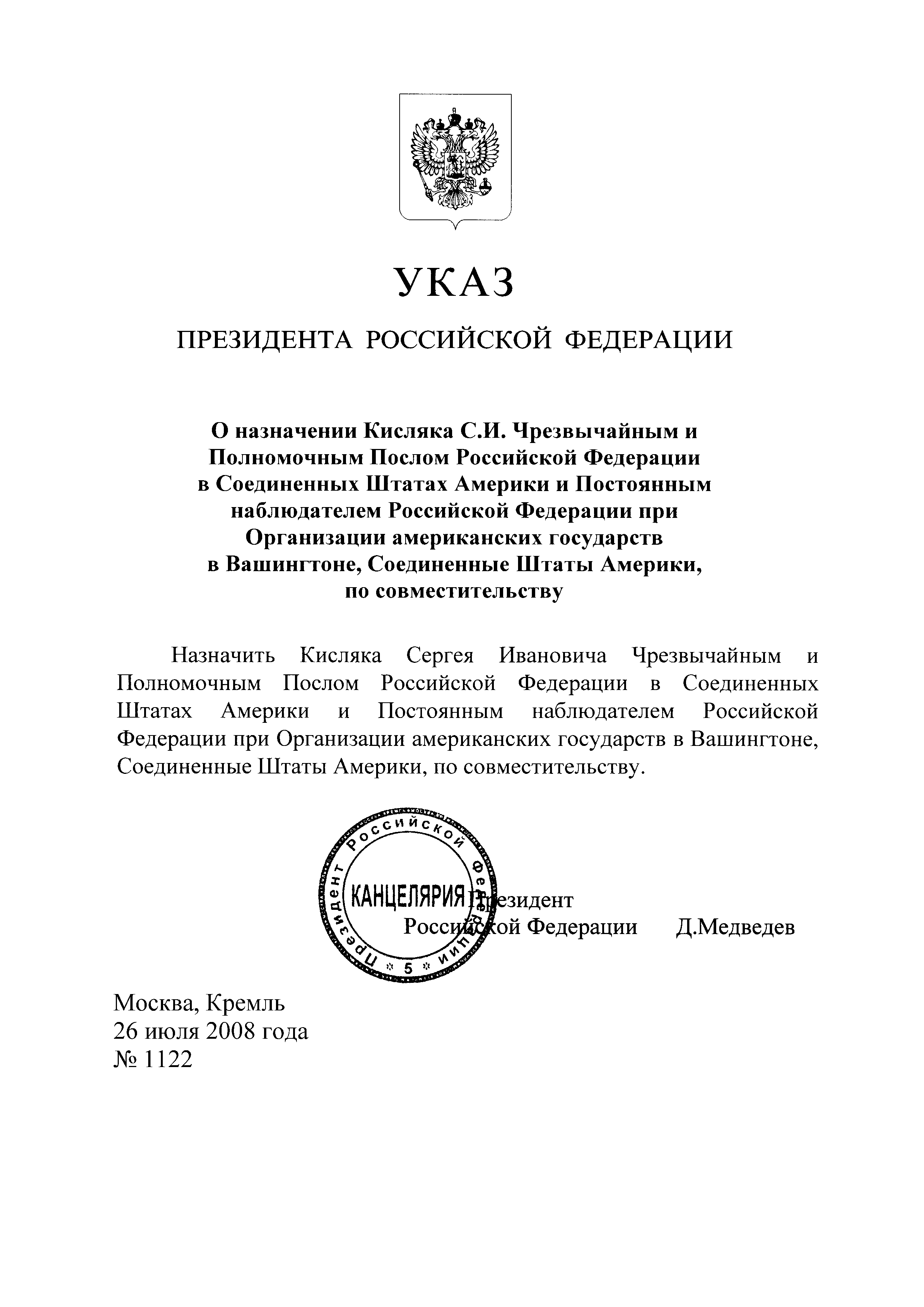
فرمان شماره ۱۱۲۲ ریاست جمهوری، مورخ ۲۶ ژوئیه ۲۰۰۸، توسط رئیس‌جمهور دیمیتری مدودف، با انتصاب سرگئی کیسلیاک سفیر روسیه در ایالات متحده

فرمان رئیس‌جمهور روسیه یا دستور اجرایی (فرمان) رئیس‌جمهور روسیه یک عمل قانونی با وضعیت آیین‌نامه ای است که توسط رئیس‌جمهور روسیه ساخته شده‌است.
به عنوان اعمال حقوقی هنجاری، در سلسله مراتب اعمال حقوقی دارای آیین‌نامه قانونی هستند (به همراه مصوبات دولت فدراسیون روسیه و دستورالعمل‌ها و راهنمایی‌های سایر مقامات). احکام ریاست جمهوری ممکن است قوانین موجود با تقدم بالاتر را تغییر ندهد - توافق‌نامه‌های بین‌المللی روسیه، قانون اساسی روسیه، قوانین قانون اساسی فدرال، قوانین فدرال و قوانین مناطق روسیه - و ممکن است توسط هر یک از این قوانین برکنار شود. به عنوان مثال، به دلیل ماده ۱۵ قانون اساسی روسیه، کنوانسیون اروپایی حقوق بشر، به عنوان یک سند بین‌المللی، وضعیت بالاتری نسبت به هر قانون روسیه یا دستورالعمل اجرایی ریاست جمهوری دارد.